# Secotium gueinzii
Secotium gueinzii är en svampart som beskrevs av Kunze 1840. Secotium gueinzii ingår i släktet Secotium och familjen Agaricaceae.   Inga underarter finns listade i Catalogue of Life.